# Guayota

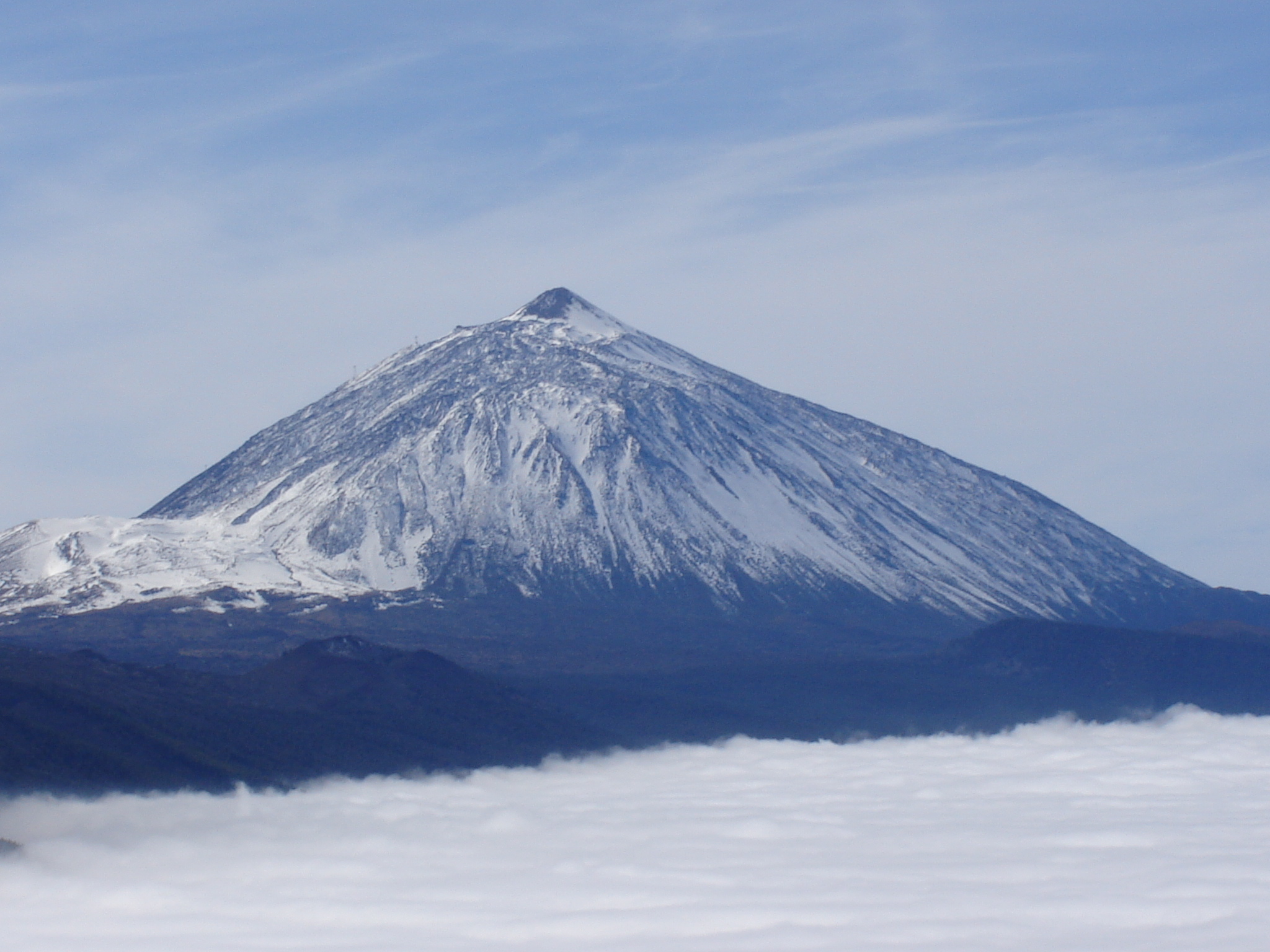
El Teide era la morada del demonio Guayota según las creencias guanches.

Guayota o Guaiota era el nombre que daban los guanches, antiguos aborígenes de la isla de Tenerife —Canarias, España—, a la principal entidad maligna de su mitología según los primeros historiadores de Canarias.
El término, cuya forma primaria podría ser wa-yewta, ha sido traducido como 'golpear', 'combatir', o también más figurativamente como 'el Destructor'.

## Mitología
Aunque las fuentes históricas escritas con bastante posterioridad a la conquista de la isla no detallan extensamente la mitología en torno a esta entidad, sí apuntan varias características. Así, el religioso fray Alonso de Espinosa, uno de los primeros historiadores de Tenerife, escribió: 

...Con todo esto conocían haber infierno, y tenían para sí que estaba en el pico de Teide, y así llamaban al infierno Echeyde, y al demonio Guayota...

Por su parte, el cronista Antonio Sedeño indica en su obra:

...Decían que el alma no tenía pena o gloria; mas conocían hauer infierno, i que solamente era para el demonio llamado guaiota, i a el infierno Echeide, i que hauitaba en el volcán de el pico de Teide así le llamaron isla del infierno...

Ya en el siglo xvii, el historiador canario Tomás Arias Marín de Cubas apunta: 

...Conosen haver demonio y llaman guaiota, y que el solo tiene pena en la tierra, y en los sitios donde ai volcanes, fuego, y azufre, y en particular en el monte de Teide...

De lo dicho por los historiadores se desprende que Guayota era el principio maligno de las creencias guanches, siendo asimilado con la idea cristiana del Diablo, y que habitaba en el interior de la tierra, principalmente en el volcán del Teide, al que llamaban Echeyde y era identificado con el infierno. Guayota era relacionado así con el fuego y con los procesos volcánicos destructivos.
El médico e historiador Juan Bethencourt Alfonso, quien recogió gran cantidad de información oral entre los campesinos de Tenerife a mediados del siglo xix, añade a la mitología de Guayota que era asistido por diversas entidades malignas menores, entre las que se encontraban Guañajé, Canajá y Jucancha, deidades protectoras del ganado cabrío, del ovino y del perro respectivamente, así como las personificaciones de diferentes fenómenos como el viento o los terremotos.
Guayota comparte rasgos similares a otras deidades malignas habitantes de volcanes, como es el caso de la diosa Pele de la mitología hawaiana, que vivía en el volcán Kīlauea y que era considerada por los nativos como la responsable de las erupciones.
En muchos tubos volcánicos del Teide se han encontrado restos de ofrendas y vasijas con alimentos, según los investigadores como ofrendas para aplacar las erupciones volcánicas, las cuales los guanches creían que era producidas por Guayota.

### Enfrentamiento entre Guayota y Achamán
Una leyenda literaria moderna popularizada recientemente pero sin base en las fuentes históricas tradicionales habla de un enfrentamiento entre Guayota y el dios supremo Achamán. Guayota había encerrado al dios del sol Magec en el interior del Teide, sumiendo a todo el mundo en la oscuridad. Los guanches pidieron clemencia a Achamán, quien tras una encarnizada lucha consiguió derrotar a Guayota, liberar a Magec y taponar el cráter con Guayota en su interior.
La leyenda cuenta que el tapón que puso Achamán es el llamado Pan de Azúcar, el último cono, de color blanquecino, que corona el Teide. Cuando el Teide entraba en erupción, era costumbre que los guanches encendieran hogueras con el fin de espantar a Guayota o bien, según otra versión, para que si Guayota lograba salir del Teide, creyera que seguía en el infierno y pasase de largo.[cita requerida]